# Plaza de España (métro de Séville)
Plaza de España est une future station de la ligne 3 du métro de Séville. Elle sera située sous la place de l'Armée espagnole, dans le district Sud, à Séville.

## Situation sur le réseau
Établie en souterrain, Plaza de España sera une station de passage de la ligne 3 du métro de Séville. Elle sera située après Prado de San Sebastián, en direction du terminus nord de Pino Montano Norte, et avant Parque de María Luisa, en direction du terminus sud de Hospital de Valme.

## Histoire
L'emplacement de la station est présenté au public le 26 juin 2020, lors de l'annonce de l'attribution du marché public de mise à jour des études et du plan d'exécution du tronçon sud de la ligne 3.

## À proximité
La station dessert la place d'Espagne.